# A potyautas
A potyautas (eredeti cím: Stowaway) 2021-ben bemutatott amerikai–német sci-fi filmthriller, amelyet Joe Penna és Ryan Morrison forgatókönyvéből Penna rendezett. A főbb szerepekben Anna Kendrick, Daniel Dae Kim, Shamier Anderson és Toni Collette látható.
Egyes országokban 2021. április 22-én mutatta be a Netflix.

## Cselekmény
A Hyperion vállalat kétéves Mars-küldetése megkezdődik. A Kingfisher űrkomp fedélzetén tartózkodó legénység, amely Marina Barnett tapasztalt parancsnokból, David Kim házas botanikusból és Zoe Levenson fiatal orvosból áll, kiköt az MTS-42 típusú űrsikló mellett, és ott száll meg. A tehetetlenségen keresztül mesterséges gravitáció létrehozása érdekében a forgó modulok úgy vannak elrendezve, hogy a lakberendezés a hosszú acélkábelek egyik végén helyezkedik el, míg a Kingfisher a másik végén ellensúlyként működik.
Röviddel a felszállás után Barnett felfedezi a véletlenül potyautasnak vélt Michael Adamset, aki eszméletlenül fekszik két modul között, és belegabalyodott egy olyan szerkezetbe, amely szén-dioxidot távolít el a hajó levegőjéből. Ahogy elesik, a készülék véletlenül megsemmisül. Amikor magához tér, azt állítja, tévedésből maradt a fedélzeten. Először megdöbben, amikor megtudja, hogy lehetetlen visszavinni a Földre a küldetés vége előtt, de elfogadja a sorsát, amikor a legénység összebarátkozik vele és befogadja. A sebei ápolása közben Zoe és ő közelebb kerülnek egymáshoz, és a férfi mesél neki a kishúgáról, akit árvaként egyedül nevel.
A kárfelmérés szerint a megmaradt rendszerek csak a legénység két tagját tudják életben tartani a Marsra tervezett öt hónapos út során. Miközben Zoe és Michael javítási munkálatokat végez, Barnett meggyőzi Davidet, hogy az eredetileg a Mars-kolóniának szánt algakultúrák felét az űrsikló ellenőrizetlen körülményei között termessze, így próbál máshonnan oxigénhez jutni, ezáltal veszélybe sodorja David tervezett marsi kutatómunkáját. Így sikerül egyelőre három főre növelnie az űrsikló befogadóképességét.
Amikor a CO2-modul végül totális veszteségnek bizonyul, Barnett azt az utasítást kapja a parancsnokságtól, hogy a lehető leggyorsabban áldozza fel Michaelt, ezzel megmentve a kevés oxigénkészletet. A legénység három első tagja beleegyezik, hogy egyelőre nem szólnak Michaelnek; Zoe meggyőzi a többieket, várjanak még 10 napot, és keressenek alternatívákat. A nő kitalálja, hogyan másszanak fel a Kingfisherre, és csapolják le az üzemanyagtartályból a maradék oxigént, de a többiek ezt túl kockázatosnak tartják. David vonakodva megtermeszti az alga második felét.
Amikor a második adag alga elpusztul, David megpróbálja rávenni Michaelt, hogy önként áldozza fel magát. Elmondja neki a legénység tervét, Zoe mentési terveit és a helyzet reménytelenségét, majd átadja neki a halálos injekciót, és magára hagyja vele. Michael nem tudja rávenni magát a vezető pozícióra. Amikor Zoe rátalál a fecskendővel, lebeszéli róla. Ketten gyakorolják a mászást az üzemanyagtartályhoz, de kiderül, Michael nem tudja elkísérni Zoét, mert nem eléggé képzett. Zoe ezután ismét David segítségét kéri, aki beleegyezik, most, hogy az első adag algája elpusztult.
Zoe és David elhagyják az űrhajót, és az acélkábeleken felmásznak a Kingfisherre, ahol valóban két ember számára elegendő oxigénkészletet találnak. Zoe megcsapolja a nyomásmérő feletti tartályt, és képes megtölteni a szükséges két oxigénpalack egyikét, mielőtt megszólal a napviharra figyelmeztető jelzés, és így kénytelen feladni a projektet. A nagy rohanásban azonban elveszíti a teli üveget, amely nem sokkal a célállomás előtt a fedélzetre kerül. A megcsapolt cső szivárog, így a tartály kiürül, mielőtt a napvihar véget érne. Zoe végül feláldozza magát, és egyedül, a sugárzással szemben védtelenül visszamegy a Kingfisherre, feltölti a második palackot, és visszaviszi a szállásegységbe. Ezután leül a lakrészen, már az akut sugárbetegség tüneteit mutatva, és a világegyetem távolába néz, ahol a növekedő Mars látható.

## Szereplők
| Szerep         | Színész          | Magyar hang    |
| -------------- | ---------------- | -------------- |
| Zoe Levenson   | Anna Kendrick    | Csifó Dorina   |
| Marina Barnett | Toni Collette    | Bertalan Ágnes |
| David Kim      | Daniel Dae Kim   | Epres Attila   |
| Michael Adams  | Shamier Anderson | Papp Dániel    |

### Magyar változat
- Magyar szöveg: Blahut Viktor
- Hangmérnök: Halas Péter
- Gyártásvezető: Vigvári Ágnes
- Szinkronrendező: Szalay Csongor
- Produkciós vezető: Koleszár Veronika

A szinkront a Direct Dub Studios készítette el.

## A film készítése
2018 októberében bejelentették, hogy Anna Kendrick szerepet kap Joe Penna következő filmjében, ahol egy orvosi kutatót alakít. 2019 januárjában Toni Collette csatlakozott a szereplőgárdához, mint az űrhajó parancsnoka. Májusban Shamier Anderson lett a címadó potyautas, míg Daniel Dae Kim az űrhajó biológusát alakította.
A forgatás 2019. június 11-én kezdődött Kölnben és Münchenben, és 30 nap után fejeződött be. A film tudományos hitelességének biztosítása érdekében Scott Manley, ismert Youtuber és tudományos ismeretterjesztő, szakértőként működött közre.

## Fogadtatás
A Rotten Tomatoes weboldalon 76%-os értékelést kapott 110 kritika alapján, az átlagértékelése 6,5 pont a 10-ből. Az oldal szöveges összefoglalója szerint: „A potyautas nem tud teljesen lekötni, de a filmet az jellemzi, hogy átgondoltan és jól játszva közelíti meg a kínzó erkölcsi dilemmára épülő történetet.” A Metacritic oldalán 100-ból 63 pontot kapott 24 pozitív kritika alapján, ami „általánosságban kedvező kritikát” jelent. A film a Rotten Tomatoes 2021 legjobb sci-fi filmjei között szerepel.